# Campsis radicans

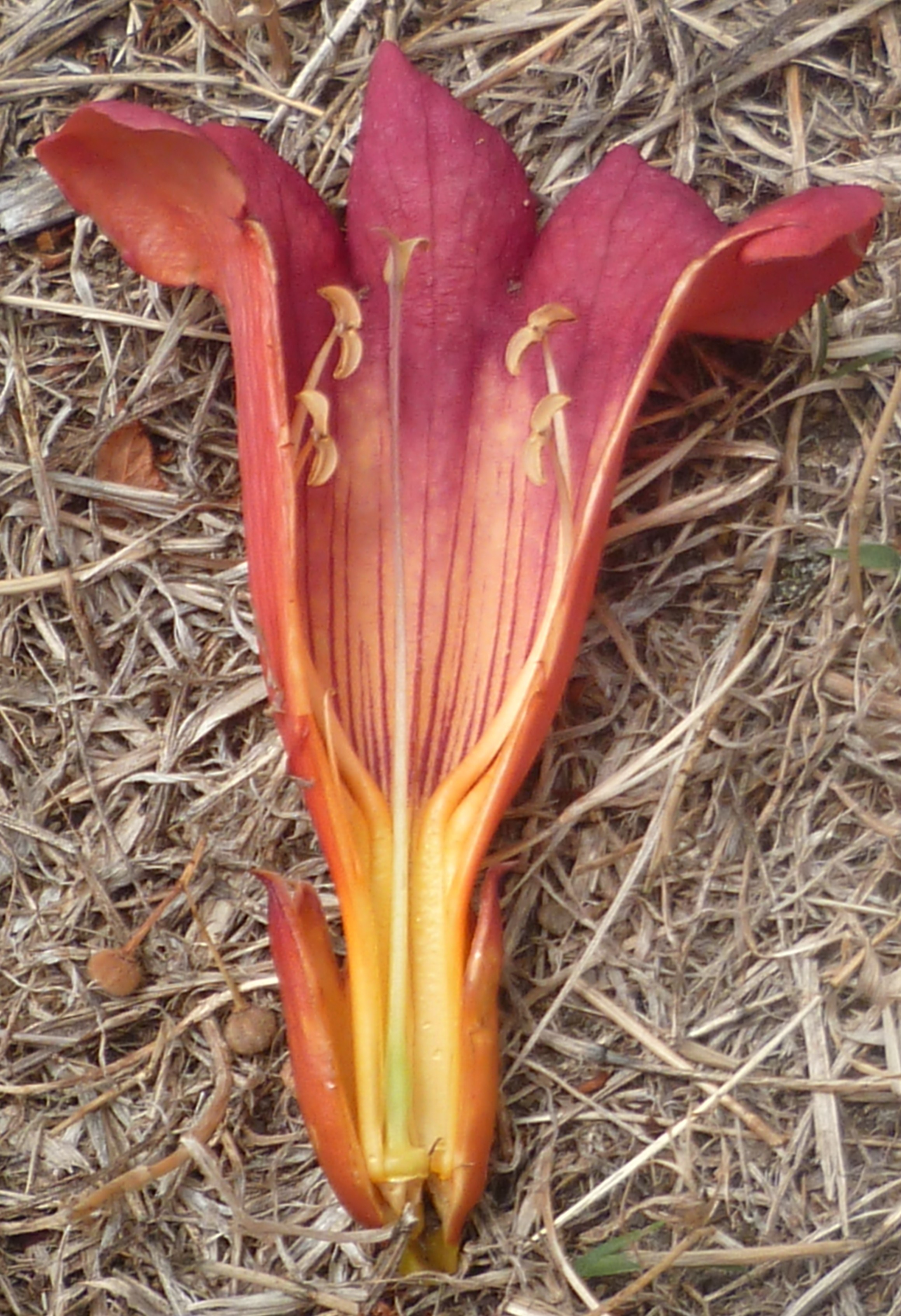
Flor dissectada.

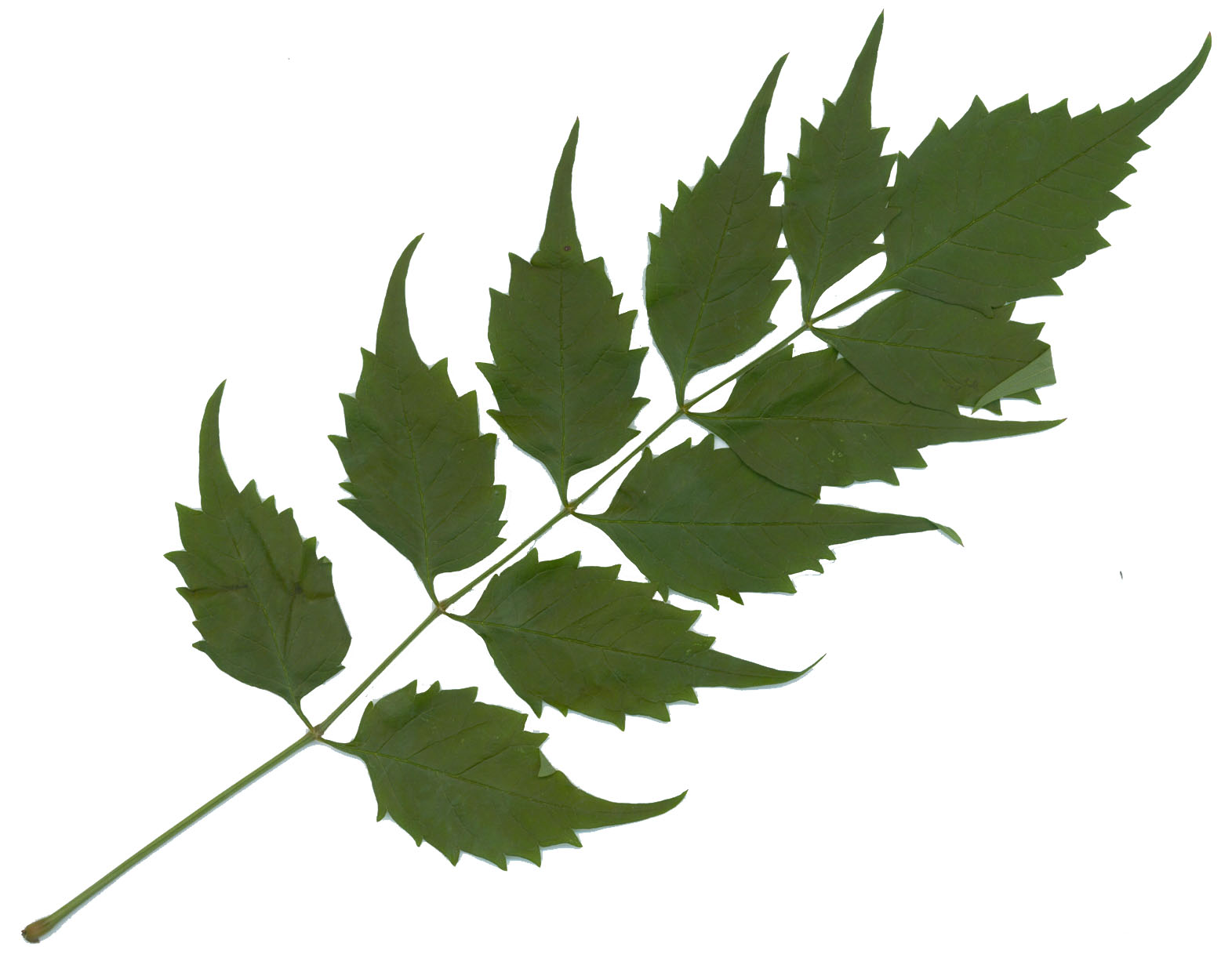
Folha de C. radicans

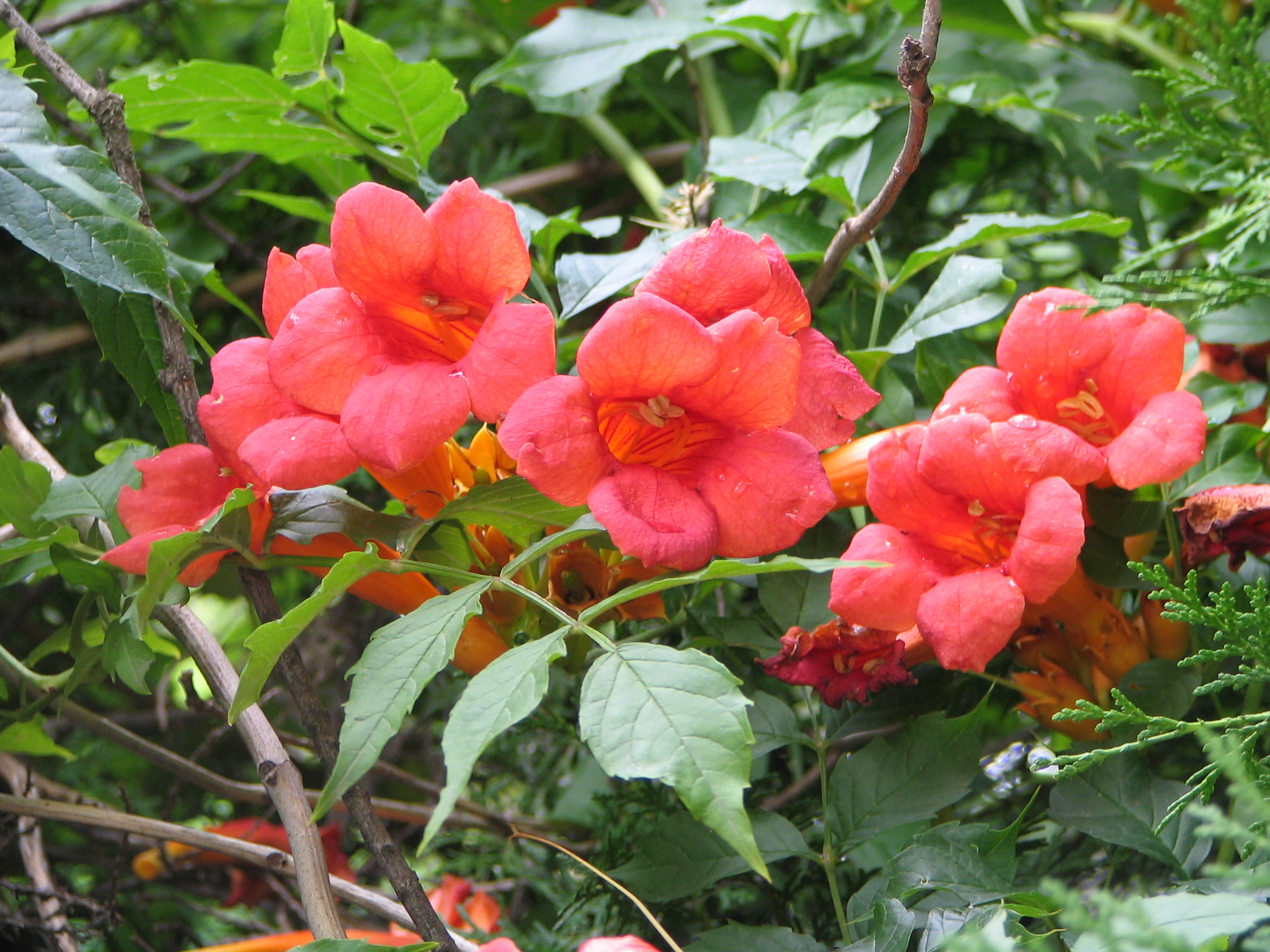
Hábito da planta.

Campsis radicans (L.) Seem. ex Bureau 1867 é uma espécie botânica pertencente à família das Bignoniaceae. A planta é uma liana grande e vigorosa, lenhosa, notável pelas suas vistosas flores em forma de trombeta.

## Origem e descrição
Esta planta trepadora é nativa dos bosques do sudeste dos Estados Unidos, mas encontra-se naturalizada em várias regiões subtropicais e temperadas por ser uma popular planta ornamental utilizada como planta perene de jardim, com alguns cultivares resistentes ao frio capazes de tolerar temperaturas até -34 °C.
O seu tronco é grosso e pode elevar-se até aos 10 m de altura, com raízes aéreas curtas e numerosas através das quais trepa. Produz um latex irritante para a pele humana.
Não se deve subestimar o vigor da espécie, pois em tempo quente emite centenas de gavinhas capazes de aderir a qualquer superfície apta, acabando por se expandir rapidamente através de ramos lenhosos com vários centímetros de diâmetro. Cresce bem sobre árvores, cercas, postes, pérgolas. Quando usada como ornamental são recomendadas podas fortes. Fora da sua área nativa, tem o potencial de ser altamente invasora, mesmo em áreas tão a norte como a Nova Inglaterra.
A espécie é caducifólia, com folhas ovadas, pinadas, com 8-11 folíolos oblongos, de 3–10 cm de comprimento por 2–6 cm de largura. As folhas novas apresentam coloração verde esmeralda, mas ao maturar passam a verde escuro.
As flores ocorrem em inflorescências do tipo rácimo terminal de 4–12 flores, de coloração alaranjada a vermelho, com predomínio de tons alaranjados, com laivos amarelados na garganta, cálice acampanado, dentado, corola infundibuliforme, tubular, com 4 cm de largura. As flores aparecem geralmente após vários meses de tempo cálido. As flores são atractivas para colibris e muitas outras espécies de aves que nidificam na folhagem densa.
Os frutos são cápsulas de forma quase cilíndrica, lenhosas, lisas, de coloração acasanhada, de 10 a 15 cm de comprimento. Secam ao amadurecer e partem-se, libertando centenas de sementes papilosas, finas e de coloração acinzentada. As sementes germinam facilmente.

## Taxonomia
A espécie Campsis radicans foi descrita por (L.) Seem. ex Bureau  e publicada na obra Monographie des Bignoniacées. 2e these 2(Atlas): 16. 1864.
Sinonímia
- Bignonia coccinea Steud.
- Bignonia florida Salisb.
- Bignonia radicans L.	basónimo
- Bignonia radicans var. coccinea Pursh
- Bignonia radicans var. flammea Pursh
- Bignonia radicans var. minor Castigl.
- Campsis curtisii Seem.
- Gelseminum radicans (L.) Kuntze
- Tecoma radicans (L.) Juss.
- Tecoma radicans var. minor DC.
- Tecoma radicans var. praecox Rehder[2][3]